# Santa Gemma Galgani, Monte Sacro
Santa Gemma Galgani är en församlingskyrka i Rom, helgad åt den heliga Gemma Galgani. Kyrkan, som konsekrerades år 1988, är belägen vid Piazza Monte Gennaro i området Monte Sacro i nordöstra Rom. 

## Beskrivning
Kyrkan uppfördes efter ritningar av Aldo Aloysi och konsekrerades av kardinal Ugo Poletti den 19 juni 1988. Interiören hyser bland annat två triptyker; den ena framställer Kristi himmelsfärd, medan den andra visar Jesu födelse, Kristi dop och Kristi uppståndelse.